# Anschlag in Charleroi am 6. August 2016

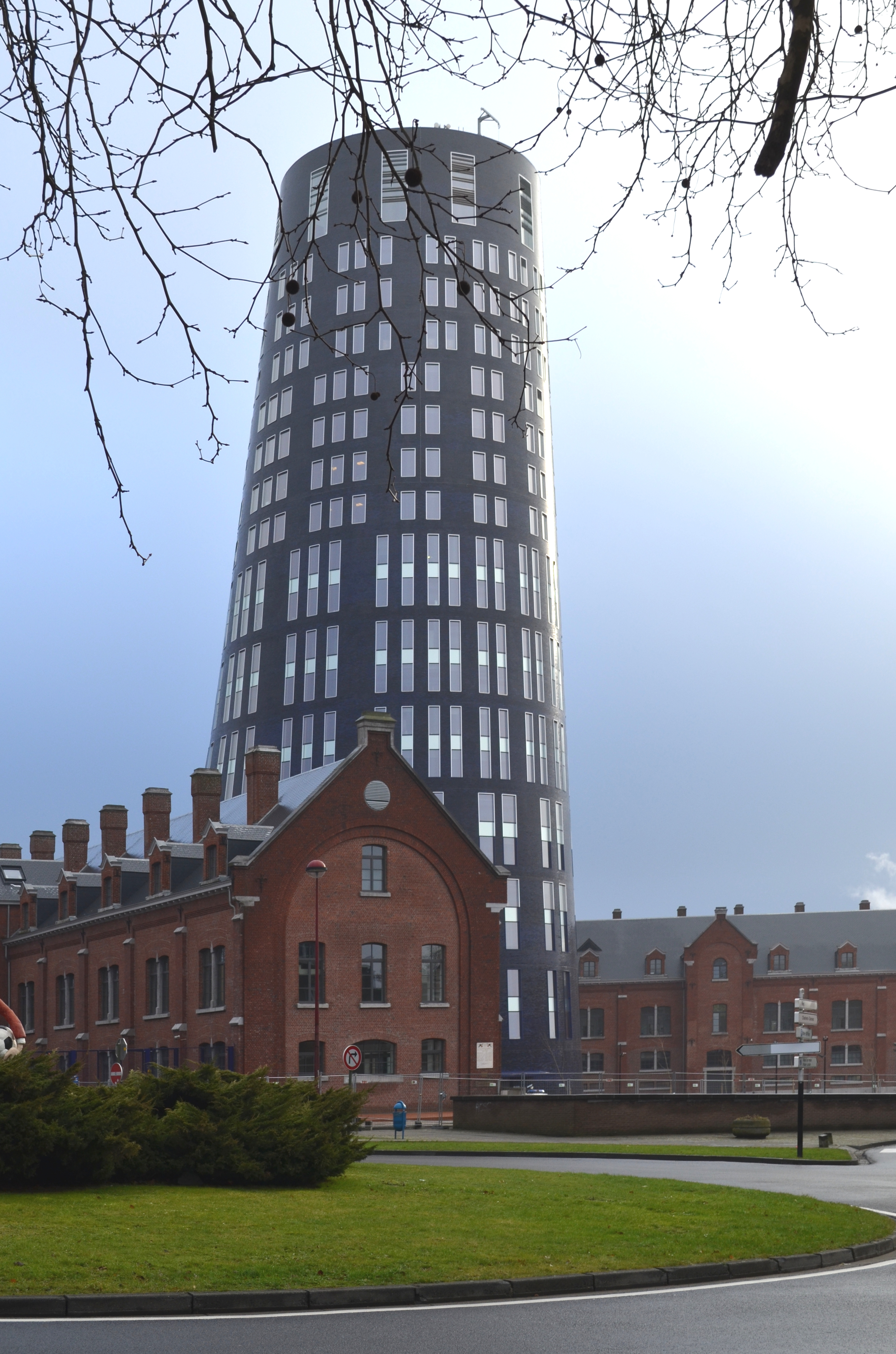
Polizeigebäude (2015)

Beim Anschlag in Charleroi am 6. August 2016 griff ein Mann mit einer Machete zwei Polizistinnen in der Nähe der Polizeistation der belgischen Stadt Charleroi an.

## Tat
Der Mann griff die Polizistinnen auf der Straße mit einer Machete an und fügte einer von ihnen schwere Gesichtsverletzungen zu, die andere wurde leicht verletzt. Ein anderer Polizist schoss den Mann nieder. Der Angreifer kam verletzt ins Krankenhaus und starb dort an seinen Schussverletzungen.
Da der Mann „Allahu Akbar“ gerufen haben soll, wird ein Motiv aus dem Umfeld des islamistischen Terrors hinter der Tat vermutet.